# Balzar
Balzar är en ort i Ecuador.   Den ligger i provinsen Guayas, i den västra delen av landet, 200 km sydväst om huvudstaden Quito. Balzar ligger 41 meter över havet och antalet invånare är 40 115.
Terrängen runt Balzar är mycket platt. Runt Balzar är det ganska tätbefolkat, med 72 invånare per kvadratkilometer. Balzar är det största samhället i trakten. Trakten runt Balzar består till största delen av jordbruksmark.